# Ulster-emléktorony
Az Ulster-emléktorony (Ulster Memorial Tower) egy első világháborús emlékmű a franciaországi Albert-től nyolc kilométerre északkeletre, a Thiepval-erdő szélén, egy kilométerre Thiepvaltól északnyugatra. A torony azokra az északír katonákra emlékeztet, akik az első világháború idején a kontinensen elestek.

## Az emlékmű
Az Ulster-emléktorony (Észak-Írország-emléktorony) ott áll, ahol a német frontvonal húzódott a somme-i csatában 1916. július-novemberben. A Schwaben-sánc, egy megerősített állás helyén emelték, amelyet a 36. (észak-írországi) hadosztály (Ulster Divison) foglalt el. Szemben vele áll a Thiepval-erdő, ahonnan 1916. július 1-jén a hadosztály megindította a rohamot a német erődítés ellen.
Az emlékmű 21 méter magas. Az első hivatalos emlékmű, amelyet a háború befejezése után a nyugati fronton állítottak. 1921. november 19-én avatták fel. A torony az észak-írországi Clandeboye-ban álló Helen’ Tower mása. Az 1867-ben épített torony közelében kaptak kiképzést az északír katonák az első világháború kitörése után.
Nagyjából másfél kilométerre található tőle a Thiepval-emlékmű, amely annak a több mint 72 ezer első világháborús brit és dél-afrikai katonának állít emléket, aki 1918. március 20-áig halt hősi halált a somme-i fronton, de nyughelye ismeretlen.

## Történelmi háttér
1916. július 1-jén, a francia csapatok támogatásával, a Nemzetközösség tizenhárom hadosztálya indított offenzívát a Gommecourt és Méricourt közötti fronton. A hét napon át tartó tüzérségi előkészítés ellenére a német védelmi vonalak különösebb károk nélkül fogadták a támadó gyalogosokat. A németek hatalmas veszteséget okoztak, és a támadók csak a déli szárnyon értek el minimális előrehaladást. A brit és francia hadvezetés a következő hetekben újabb csapatokat küldött harcba, de a németek szívósan védekeztek, időnként ellentámadásokat is indítottak. Thiepvalt szeptember végére sikerült a nemzetközösségi alakulatoknak elfoglalniuk, holott a céldátum július 1-je volt.